# Sent Gironç
Sent Gironç o Sent Guironç (en occità; en francès i nom oficial, Saint-Girons) és un municipi del departament de l'Arieja, a la regió d'Occitània. Està situat en un lloc de pas en un altiplà que comunica les muntanyes i les planes de la vall de la Garona, a la confluència dels rius Salat, Les i Baup. El terme municipal és de 19,13 km² i el codi postal és 09200. En el cens de 1999 tenia 6.254 habitants.
Hi morí, en 2014, el matemàtic apàtrida Alexander Grothendieck, que s'havia instal·lat en un refugi de muntanya proper el 1990.